# グリムスビー級スループ
グリムスビー級スループ（英語: Grimsby-class sloop）は、イギリス海軍のスループの艦級。

## 来歴
ロンドン海軍軍縮会議を受けて、海軍本部の戦術課長（Director of Tactical Division, DTD）は、船団護衛にあたる駆逐艦について、条約の制限を受けない要目の戦闘艦によって代替することを構想した。フラワー級スループを端緒として、既に第一次世界大戦時より船団護衛艦としてのスループの整備が進められていたが、これらは船団護衛とともに対機雷戦も重視した設計となっていた。当初、新型スループもこれらと同様に船団護衛と対機雷戦を兼任する予定であったが、1931年5月、第三海軍卿が主催する会議において、スループと掃海艇とは分けて整備していく方針が決定された。
この方針転換を受けて、1931年度計画では、スループ2隻と掃海艇2隻が建造されることになった。このスループが本級である。なお掃海艇として建造されたのがハルシオン級であった。幕僚要求事項は1931年6月8日に提示され、1931年12月には造艦局長（DNC）による概略設計が作成された。これを修正した設計案は1932年1月14日に海軍本部委員会で認可された。1933・4年度計画では対潜スループが建造される計画だったが、設計が未完成であったため、本級の建造が続行された。

## 設計
基本設計は、ショアハム級をもとに船体幅を広げ、吃水を浅くしたものとなっている。ボイラーはアドミラルティ式3胴型水管ボイラー、タービンはパーソンズ式オール・ギヤード・タービンと、機関構成はショアハム級に準じているが、発電機の配置要領の変更により、機関部区画長は短縮された。また、平時の領海警備任務に際して外交官などの便乗を想定し、上甲板レベルには要人用の船室が設けられた。
従来のスループは、艦砲として4インチ砲を搭載してきたのに対し、本級では仮装巡洋艦との交戦を想定して、同世代の駆逐艦と同じ45口径12cm単装砲（QF 4.7インチ砲Mk.IX）が採用された。またこの砲は原則的に平射砲であったことから、対空兵器として45口径7.6cm高角砲も搭載された。また近接防空用としてルイス軽機関銃も搭載されたが、これは平時の海上治安活動での使用も想定されていた。
その後、1934年には、船団への経空脅威の深刻化が認識されたことから、防空火力の強化が志向されることとなった。まず「アバーディーン」と「フリートウッド」が試験艦として選ばれたものの、「アバーディーン」は前任艦の老朽化を受けて就役を急ぐことになり試験艦から外された。「フリートウッド」では45口径10.2cm高角砲（QF 4インチ砲Mk.XVI）を連装2基搭載した。またその後、その他の艦でも防空力強化が図られており、「アバーディーン」、「スワン」、「ヤラ」は45口径10.2cm高角砲（QF 4インチ砲Mk.V）3基を、また「パラマッタ」、「ワレーゴ」では45口径10.2cm高角砲（QF 4インチ砲Mk.XVI）を連装1基＋単装1基（後に連装2基に換装）を搭載した。1939年には、「グリムスビー」、「ロンドンデリー」、「ロストフト」は4.7インチ砲・3インチ砲を45口径10.2cm高角砲（QF 4インチ砲Mk.XVI）4基に換装し、1944年には「スワン」でも同様の改修が行われた。またその他の艦でも3インチ砲は撤去され、20mm機銃6基に換装された。
上記の通り、対機雷戦は要求事項に含まれていなかったが、掃海艇としても使えるように設計されており、その場合は後部4.7インチ砲を撤去して吃水を更に浅くする計画であった。また船団護衛にあたる場合は、掃海具の揚降用クレーンを撤去して爆雷投射機を搭載することになっていた。なお、爆雷の搭載数は当初は15発であったのに対し、英艦では90発、豪艦でも40発に増強された。

## 同型艦
| 運用者             | #   | 艦名                           | 進水          | その後                                                                   |
| ------------------ | --- | ------------------------------ | ------------- | ------------------------------------------------------------------------ |
| イギリス海軍       | L97 | アバーディーン HMS Aberdeen    | 1936年1月22日 | 1949年除籍                                                               |
| イギリス海軍       | L53 | デトフォード HMS Deptford      | 1935年2月5日  | 1948年除籍                                                               |
| イギリス海軍       | L47 | フリートウッド HMS Fleetwood   | 1936年3月24日 | 1946年、レーダー訓練艦として転用、兵装撤去 1959年除籍                    |
| イギリス海軍       | L16 | グリムスビー HMS Grimsby       | 1933年7月19日 | 1941年5月25日戦没                                                        |
| イギリス海軍       | L36 | リース HMS Leith               | 1933年9月9日  | 1949年 デンマークへ売却                                                  |
| イギリス海軍       | L76 | ロンドンデリー HMS Londonderry | 1935年1月16日 | 1948年除籍                                                               |
| イギリス海軍       | L59 | ロストフト HMS Lowestoft       | 1934年4月11日 | 1946年売却                                                               |
| イギリス海軍       | L65 | ウェリントン HMS Wellington    | 1934年5月29日 | 1947年 海兵隊の係留指揮艦に転用                                          |
| オーストラリア海軍 | L44 | パラマタ HMAS Parramatta       | 1939年6月18日 | 1941年11月27日戦没                                                       |
| オーストラリア海軍 | L74 | スワン HMAS Swan               | 1936年3月28日 | 1964年売却                                                               |
| オーストラリア海軍 | L71 | ワレーゴ HMAS Warrego          | 1940年2月10日 | 1966年解体                                                               |
| オーストラリア海軍 | L77 | ヤラ HMAS Yarra                | 1935年3月28日 | 1942年3月4日戦没                                                         |
| 王立インド海軍     | L67 | インダス HMIS Indus            | 1934年8月24日 | 1942年4月6日、アキャブ (現：シットウェ)沖にて 日本軍の航空攻撃により撃沈 |